# 72. Oscar-gála
A 72. Oscar-gála helyszínének Los Angelesben a Los Angeles Music Center adott otthont, és Billy Crystal hetedik alkalommal vállalta a ceremóniamesteri tevékenységet.
Az Oscar-díj győztese az Amerikai szépség című film volt, ami 8 kategóriában volt jelölve és 5 díjat vitt haza (beleértve a Legjobb rendező, Legjobb színész és Legjobb film díjait).
A díjkiosztó előtt három nappal eltűntek a szobrok, amit három szobor kivételével egy hajléktalan talált meg egy szemeteskukában. Visszaszolgáltatta az Akadémiának, amit az Akadémia hálából két tiszteletjeggyel honorált. A hajléktalan megjelent a díjátadón, a teljes közönség állva ünnepelte.[forrás?]

## Díjak és jelölések

### Színészek
Legjobb férfi főszereplő
- Russell Crowe – A bennfentes {"Jeffrey Wigand"}
- Richard Farnsworth – Straight Story – Igaz történet {"Alvin Straight"}
- Sean Penn – A világ második legjobb gitárosa {"Emmet Ray"}
- Kevin Spacey – Amerikai szépség {"Lester Burnham"}
- Denzel Washington – Hurrikán {"Rubin 'Hurricane' Carter"}

Legjobb férfi mellékszereplő
- Michael Caine – Árvák hercege {"Dr. Wilbur Larch"}
- Tom Cruise – Magnólia {"Frank T.J. Mackey"}
- Michael Clarke Duncan – Halálsoron {"John Coffey"}
- Jude Law – A tehetséges Mr. Ripley {"Dickie Greenleaf"}
- Haley Joel Osment – Hatodik érzék {"Cole Sear"}

Legjobb női főszereplő
- Annette Bening – Amerikai szépség {"Carolyn Burnham"}
- Janet McTeer – Tumbleweeds {"Mary Jo Walker"}
- Julianne Moore – Egy kapcsolat vége {"Sarah Miles"}
- Meryl Streep – A szív dallamai {"Roberta Guaspari"}
- Hilary Swank – A fiúk nem sírnak {"Brandon Teena/Teena Brandon"}

Legjobb női mellékszereplő
- Toni Collette – Hatodik érzék {"Lynn Sear"}
- Angelina Jolie – Észvesztő {"Lisa Rowe"}
- Catherine Keener – A John Malkovich menet {"Maxine"}
- Samantha Morton – A világ második legjobb gitárosa {"Hattie"}
- Chloë Sevigny – A fiúk nem sírnak {"Lana Tisdel"}

### Filmek
Legjobb film
- Amerikai szépség – Bruce Cohen és Dan Jinks, producerek
- Árvák hercege – Richard N. Gladstein, producer
- A bennfentes – Michael Mann és Pieter Jan Brugge, producerek
- Halálsoron – David Valdes és Frank Darabont, producerek
- Hatodik érzék – Frank Marshall, Kathleen Kennedy és Barry Mendel, producerek

Legjobb idegen nyelvű film
- Himalája – Az élet sója – Nepál
- Kelet-nyugat – Franciaország
- Mindent anyámról – Spanyolország
- A Nap alatt – Svédország
- Solomon és Gaenor – Egyesült Királyság

Legjobb rövid animációs film
- Humdrum – Peter Peake
- My Grandmother Ironed the King's Shirts – Torill Kove
- The Old Man and the Sea – Alexander Petrov
- 3 Misses – Paul Driessen
- When the Day Breaks – Wendy Tilby, Amanda Forbis

Legjobb rövidfilm
- Bror, Min Bror (Teis and Nico) – Henrik Ruben Genz, Michael W. Horsten
- Killing Joe – Mehdi Norowzian, Steve Wax
- Kleingeld (Small Change) – Marc-Andreas Bochert, Gabriele Lins
- Major and Minor Miracles – Marcus Olsson
- My Mother Dreams the Satan's Disciples in New York – Barbara Schock, Tammy Tiehel

Legjobb dokumentumfilm
- Buena Vista Social Club – Wim Wenders, Ulrich Felsberg
- Genghis Blues – Roko Belic, Adrian Belic
- On the Ropes – Nanette Burstein, Brett Morgen
- One Day in September – Arthur Cohn, Kevin Macdonald
- Speaking in Strings – Paola di Florio, Lilibet Foster

Legjobb rövid dokumentumfilm
- Eyewitness – Bert Van Bork
- King Gimp – Susan Hannah Hadary, William A. Whiteford
- The Wildest Show in the South: The Angola Prison Rodeo – Simeon Soffer, Jonathan Stack

### Alkotók
Legjobb rendező
- Amerikai szépség – Sam Mendes
- Árvák hercege – Lasse Hallström
- A bennfentes – Michael Mann
- Hatodik érzék – M. Night Shyamalan
- A John Malkovich menet – Spike Jonze

Legjobb adaptált forgatókönyv
- Árvák hercege – John Irving
- A bennfentes – Eric Roth, Michael Mann
- Gimiboszi – Alexander Payne, Jim Taylor
- Halálsoron – Frank Darabont
- A tehetséges Mr. Ripley – Anthony Minghella

Legjobb eredeti forgatókönyv
- Amerikai szépség – Alan Ball
- Hatodik érzék – M. Night Shyamalan
- A John Malkovich menet – Charlie Kaufman
- Magnólia – Paul Thomas Anderson
- Tingli-tangli – Mike Leigh

Látványtervező
- Az Álmosvölgy legendája – Látványtervező: Rick Heinrichs; díszlettervező: Peter Young
- Anna és a király – Látványtervező: Luciana Arrighi; díszlettervező: Ian Whittaker
- Árvák hercege – Látványtervező: David Gropman; díszlettervező: Beth Rubino
- A tehetséges Mr. Ripley – Látványtervező: Roy Walker; díszlettervező: Bruno Cesari
- Tingli-tangli – Látványtervező: Eve Stewart; díszlettervező: Eve Stewart, John Bush

Operatőr
- Az Álmosvölgy legendája – Emmanuel Lubezki
- Amerikai szépség – Conrad L. Hall
- A bennfentes – Dante Spinotti
- Egy kapcsolat vége – Roger Pratt
- Hó hull a cédrusra – Robert Richardson

Jelmeztervező
- Az Álmosvölgy legendája – Colleen Atwood
- Anna és a király – Jenny Beavan
- A tehetséges Mr. Ripley – Ann Roth, Gary Jones
- Tingli-tangli – Lindy Hemming
- Titusz – Milena Canonero

Legjobb vágás
- Amerikai szépség – Tariq Anwar, Christopher Greenbury
- Árvák hercege – Lisa Zeno Churgin
- A bennfentes – William Goldenberg, Paul Rubell, David Rosenbloom
- Hatodik érzék – Andrew Mondshein
- Mátrix – Zach Staenberg

Smink
- Életfogytig – Rick Baker
- A kétszáz éves ember – Greg Cannom
- KicsiKÉM – Austin Powers 2. – Michèle Burke, Mike Smithson
- Tingli-tangli – Christine Blundell, Trefor Proud

Eredeti filmzene
- A vörös hegedű – John Corigliano
- Amerikai szépség – Thomas Newman
- Angyal a lépcsőn – John Williams
- Árvák hercege – Rachel Portman
- A tehetséges Mr. Ripley – Gabriel Yared

Dal
- Magnólia ("Save Me") – Aimee Mann
- South Park: Nagyobb, hosszabb és vágatlan ("Blame Canada") – Trey Parker és Marc Shaiman
- A szív dallamai ("Music of My Heart") – Diane Warren
- Tarzan ("You'll Be In My Heart") – Phil Collins
- Toy Story – Játékháború 2 ("When She Loved Me") – Randy Newman

Hang
- A bennfentes – Andy Nelson, Doug Hemphill, Lee Orloff
- Halálsoron – Robert J. Litt, Elliot Tyson, Michael Herbick, Willie D. Burton
- Mátrix – John Reitz, Gregg Rudloff, David Campbell, David Lee
- A múmia – Leslie Shatz, Chris Carpenter, Rick Kline, Chris Munro
- Star Wars I. rész: Baljós árnyak – Gary Rydstrom, Tom Johnson, Shawn Murphy, John Midgley

Hangvágás
- Harcosok klubja – Ren Klyce, Richard Hymns
- Mátrix – Dane A. Davis
- Star Wars I. rész: Baljós árnyak – Ben Burtt, Tom Bellfort

Vizuális effektusok
- Mátrix – John Gaeta, Janek Sirrs, Steve Courtley, Jon Thum
- Star Wars I. rész: Baljós árnyak – John Knoll, Dennis Muren, Scott Squires, Rob Coleman
- Stuart Little, kisegér – John Dykstra, Jerome Chen, Henry F. Anderson III, Eric Allard

Életműdíj
- Andrzej Wajda

### In memoriam
Edward Norton konferálásában az Akadémia néhány percet szán arra, hogy emlékezzen a mozivilág előző évi halottaira: Sylvia Sidney, Jim Varney, Ernest Gold zeneszerző, Ruth Roman, Henry Jones, Robert Bresson rendező, Desmond Llewelyn, Mario Puzo forgatókönyvíró, Allan Carr producer, Rory Calhoun, Frank Tarloff forgatókönyvíró, Mark Davis animátor, Hedy Lamarr, Victor Mature, Garson Kanin forgatókönyvíró, Roger Vadim rendező, Mabel King, Oliver Reed, Albert Whitlock különleges hatások szakértője, Ian Bannen, Abraham Polonsky forgatókönyvíró, Dirk Bogarde, Edward Dmytryk rendező, Lila Kedrova, Charles 'Buddy' Rogers, Madeline Kahn és végül George C. Scott.